# رابطة نساء كردستان
رابطة نساء كردستان (بالكردية: کۆمەڵەی ئافرەتانی کوردستان)‏ هي منظمة نسوية كردية في كردستان العراق تتبع الحزب الشيوعي الكردستاني.
أغتيلت رئيسة الرابطة نهلة حسين الشالي في 18 كانون الأول 2008، حيث اقتحم مسلحون منزلها في كركوك مما أدي إلي إصابتها ب طلق ناري قاموا بعده بقطع عنقها، كانت وقتها بعمر السابعة والثلاثون وهي أم لطفلين.